# Патриція Гічкок
Патриція Альма Гічкок (англ. Patricia Alma Hitchcock; 7 липня 1928, Лондон — 9 серпня 2021, Таузанд-Оакс, Каліфорнія) — американська акторка, дочка Альфреда Гічкока.

## Життєпис
Народилася 7 липня 1928 року у Лондоні в родині кінорежисера Альфреда Гічкока та Альми Ревілль, де була єдиною дитиною. У березні 1939 року її родина покинула Велику Британію і оселилася у Лос-Анджелесі. Патриція з дитинства мріяла стати акторкою, і вже на початку 1940-х років почала грати у театрі. 1942 року вона дебютувала на Бродвеї у постановці «Одинак», а два роки по тому повернулася туди з роллю у п'єсі «Violet».
1947 року, після закінчення школи Мерімонт у Лос-Анджелесі, вступила до Королівської академії драматичного мистецтва у Лондоні, почавши грати на сцені британської столиці. 1949 року дебютувала в кіно у невеликій ролі в батьковому фільмі «Страх перед сценою», де також була дублером виконавиці головної ролі Джейн Вайман. Пізніше з'явилася ще у двох батькових фільмах: «Незнайомці в потягу» (1951) та «Психо» (1960) — у першому вона зіграла Барбару Мортон, сестру головної героїні у виконанні Рут Роман, у другому — Керолайн, яка ділиться транквілізаторами зі своєю колегою Меріон Крейн у виконанні Джанет Лі. Окрім того в неї були епізодичні ролі у фільмі «Безбатченко» (1950) Жана Негулеско з Айрін Данн і Алеком Гіннесом у головних ролях, та блокбастері «Десять заповідей» (1956) Сесіля Б. Де Мілля. У 1955—1960 роках з'явилася у 10 епізодах телесеріалу «Альфред Гічкок представляє», зігравши десять різних персонажів. 1976 року зіграла Характерну даму у телефільмі «Шість персонажів у пошуках автора» за п'єсою Піранделло. Її останньою появою на великому екрані стала другорядна роль у спортивній драмі «Скейтборд» 1978 року.
17 січня 1952 року Патриція Гічкок вступила у шлюб з Джозефом О'Коннелом-молодшим. У подружжя народилися три доньки — Мері Альма Стоун (17 квітня 1953), Тереза Каррубба (2 липня 1954) та Кетлін Фіала (27 лютого 1959). Шлюб тривав до смерті чоловіка 21 січня 1994 року.
2002 року написала передмову до книги «Кроки в тумані: Сан-Франціско Альфреда Гічкока» (англ. Footsteps in the Fog: Alfred Hitchcock's San Francisco) Джефа Крафта та Аарона Левенталя, для якої нею також було надано низку сімейних фотографій. 2003 року видала біографію своєї матері «Альма Гічкок: Жінка за спиною чоловіка» (англ. Alma Hitchcock: The Woman Behind the Man), написаної у співавторстві з істориком кіно Лореном Бузеро.
Патриція Гічкок О'Коннел померла 9 серпня 2021 року в себе вдома у місті Таузанд-Оакс, штат Каліфорнія, в 93-річному віці.

## Вибрана фільмографія
| Рік       |    | Українська назва                  | Оригінальна назва                     | Роль                          |
| --------- | -- | --------------------------------- | ------------------------------------- | ----------------------------- |
| 1950      | ф  | Страх перед сценою                | Stage Fright                          | Чаббі Банністер               |
| 1950      | ф  | Безбатченко                       | The Mudlark                           | служниця                      |
| 1951      | ф  | Незнайомці в потягу               | Strangers on a Train                  | Барбара Мортон                |
| 1955—1960 | с  | Альфред Гічкок представляє        | Alfred Hitchcock Presents             | різні персонажі (10 епізодів) |
| 1956      | ф  | Десять заповідей                  | The Ten Commandments                  | придворна дама                |
| 1960      | ф  | Психо                             | Psycho                                | Керолайн                      |
| 1976      | тф | Шість персонажів у пошуках автора | Six Characters in Search of an Author | Характерна дама               |
| 1978      | ф  | Скейтборд                         | Skateboard                            | місіс Гарріс                  |